# Hieronymus Łoski
Hieronymus Łoski (poln. Hieronim Łoski; * um 1487; † nach 1527) war ein unehelicher Sohn des Herzogs Konrad III. von Masowien und der Adeligen Anna Łoska. Er entstammte dem Adelsgeschlecht der masowischen Piasten.

## Leben
Ab 1512 erhielt er verschiedene Ämter in der Johanneskathedrale in Warschau. Um 1520 erbte er von seiner Großmutter Sophia Ländereien in Kuczbork-Osada. Weitere Pfründen erhielt er von seinem Vater. 1521 wurden ihm auch Kirchenämter in Maków zuteil. Sein Halbbruder Herzog Janusz III. verhalf ihm 1521 zu Zolleinnahmen aus Różan und zur Leitung des örtlichen Spitals. Anna von Masowien und Sigismund I. bestätigten seine Rechte. Nach 1527 verliert sich seine Spur.